# 藤橋村立杉原小学校親冬季分校
藤橋村立杉原小学校親冬季分校（ふじはしそんりつ　すぎはらしょうがっこう　おやとうきぶんこう）は、かつて岐阜県揖斐郡藤橋村（現・揖斐川町）に存在した公立小学校の冬季分校。

## 概要
- 藤橋村大字鶴見字親に存在した杉原小学校の冬季分校であった。
- 親地区が横山ダムのダム湖（奥いび湖）の湖底に沈むことになり、住民が集団離村したため廃校。校舎も湖底に沈んだ。
- 親地区の通年の学校としては、1873年（明治6年）に親支校が開校しているが、1900年（明治33年）に廃校となっている。
- 開校時から閉校まで、藤橋村立杉原中学校親鬼姫生冬季分校を併設していた。

## 沿革
- 1950年（昭和25年） - 藤橋村立杉原小学校親冬季分校を設置。親地区には50年振りの学校の設置となる。藤橋村立杉原中学校親鬼姫生冬季分校を併設する。
- 1962年（昭和37年） - 親地区の住民が集団離村となり、廃校となる。